# Franciszek I Walezjusz
Franciszek I, fr. François Ier (ur. 12 września 1494 w Cognac w Charente, zm. 31 marca 1547 w Rambouillet) – król Francji od 1515, syn Karola d’Angoulême (1459–1496) oraz Ludwiki Sabaudzkiej (1476–1531). Był wnukiem Jana d’Angoulême, wnuka Karola V Mądrego, a zarazem stryja Ludwika XII. Pochodził z młodszej linii Walezjuszów, tzw. gałęzi orleańskiej, i został królem po śmierci Ludwika XII jako jego najbliższy żyjący męski krewny. Jeszcze przed objęciem tronu Francji, w 1514 poślubił starszą córkę Ludwika XII i Anny Bretońskiej – Klaudię, księżną Bretanii; dzięki temu po śmierci Anny Bretońskiej nie doszło do separacji Bretanii, utrzymany został związek łączący ją z Francją.

## Początek panowania
Franciszek I wkrótce po wstąpieniu na tron francuski zaangażował się w wojnę o terytoria włoskie, mając początkowo za sojuszników jedynie Republikę Wenecką. Jego celem było odzyskanie utraconego przez Ludwika XII w roku 1512 Księstwa Mediolanu. Jeszcze w 1515 r. Franciszek na czele wojsk francuskich przekroczył Alpy, zadał broniącym Mediolanu oddziałom szwajcarskim klęskę w bitwie pod Marignano i zdobył Mediolan. Do końca roku 1516 udało się Franciszkowi zawrzeć traktaty pokojowe z papieżem Leonem X, Hiszpanią i cesarzem Maksymilianem I, wymuszając na nich uznanie francuskiego panowania nad Mediolanem. Szczególnie korzystne dla Francji były warunki traktatu z królem Hiszpanii Karolem Habsburgiem, podpisanego w 1516 r. w Noyon; Karol Habsburg, panujący w Hiszpanii jako Karol I, zobowiązał się płacić Franciszkowi roczną daninę za Królestwo Neapolu w wysokości 100 tysięcy dukatów, zrekompensować sprzymierzonym z Francją d’Albretom utratę większej części Królestwa Nawarry (zajętej w 1512 r. przez króla Aragonii Ferdynanda i włączonej przez niego do Hiszpanii) oraz poślubić córkę Franciszka I. W wypadku niedotrzymania warunków traktatu z Noyon Karol zobowiązywał się oddać Nawarrę, Neapol i Artois.

W 1519 roku król Franciszek I rozpoczyna budowę zamku Chambord. Na zdjęciu widoczna fasada północna zamku.

Późniejsze lata panowania Franciszka I nie przyniosły mu takich sukcesów. W 1519, po śmierci cesarza Maksymiliana I, Franciszek ubiegał się o tron Świętego Cesarstwa Rzymskiego, jednak elektorzy wybrali jego konkurenta, wnuka Maksymiliana, Karola Habsburga, panującego odtąd w cesarstwie jako Karol V. Karol od 1506 r. był władcą Niderlandów i Franche-Comté, a od 1516 r. także królem Hiszpanii z jej posiadłościami w Nowym Świecie i w południowych Włoszech (tj. z królestwami Neapolu i Sycylii oraz z Sardynią). Skupienie tak wielkich terytoriów w rękach jednego władcy stanowiło poważne zagrożenie dla Francji, okrążonej teraz przez posiadłości habsburskie. W dodatku Karol nie miał zamiaru wypełniać niekorzystnych dla niego postanowień traktatu z Noyon; planował małżeństwo z córką króla Portugalii. Nie zamierzał też rezygnować z Nawarry, tłumacząc się, że podpisując traktat z Noyon nie wiedział, jakie naprawdę ma prawa do tego terytorium, czego dowiedział się dopiero później. Przygotowując się do wojny z Karolem, Franciszek zabiegał o pomoc Turcji oraz Polski Jagiellonów. W czerwcu 1520 roku spotkał się również z Henrykiem VIII, królem Anglii, chcąc zapewnić jego przychylność lub chociaż neutralność w zbliżającym się konflikcie. Zjazd ten, który kosztował Franciszka fortunę (by zadziwić Tudora urządził słynne Pole Złotogłowia) w efekcie pchnął Henryka przeciw Francji. Władca Anglii wolał bowiem wystąpić przeciw zbyt wielkiej jego zdaniem potędze króla Francji i stanąć po stronie siostrzeńca swej żony.

## Pierwsza wojna z Karolem V (1521–1526)
Okazję do ataku dla Franciszka I stwarzało zaangażowanie Karola V w obrady sejmu Rzeszy w Wormacji oraz trwające od 1520 r. powstanie miast kastylijskich przeciwko Karolowi V (choć to po klęsce powstańców w bitwie pod Villalar 23 kwietnia 1521 r. powoli dogasało; jednak jeszcze do października 1521 r. broniło się Toledo). W 1521 r. Franciszek, nie chcąc oficjalnie rozpoczynać wojny, by nie prowokować Henryka VIII do sprzymierzenia się z Karolem V, początkowo jedynie wsparł wrogów Karola. Wyposażając ich armie i dając pieniądze na działania wojenne, umożliwił królowi Nawarry Henrykowi d’Albret atak na Nawarrę Hiszpańską, a panu Sedanu Robertowi de la Marck - na Luksemburg; udało się też Franciszkowi skłonić do wystąpienia przeciw cesarzowi księcia Geldrii Karola. W odpowiedzi wojska Karola V uderzyły na północną Francję, bezskutecznie oblegając Mézières (obecnie część Charleville-Mézières), ale nieco później zdobywając Tournai; inna armia cesarska opanowała księstwo Mediolanu (osadzając na jego tronie Franciszka II Sforzę), a Hiszpanie zmusili Henryka d’Albret do wycofania się z Nawarry Hiszpańskiej. Co gorsza, do wojny przeciwko Franciszkowi I przystąpił też król Anglii Henryk VIII oraz Państwo Kościelne. Francuzom udało się natomiast zdobyć twierdzę Fuenterrabię (Hondarribia w języku baskijskim) na pograniczu francusko-hiszpańskim w Pirenejach. W 1522 r. Anglicy spustoszyli Pikardię, a wojska francuskie (zasilone szwajcarskimi najemnikami), próbujące odzyskać Mediolan, poniosły klęskę w starciu z wojskami cesarskimi i papieskimi w bitwie pod Bicocca. W 1523 r. jedyny sojusznik Franciszka - Wenecja - wycofała się z wojny, a w samej Francji spisek przeciwko królowi zawiązał konetabl Karol III de Burbon-Montpensier. Planował wystąpić przeciw Franciszkowi I równocześnie z uderzeniem Karola V na Francję od strony Pirenejów i Henryka VIII od Calais, co zaangażowałoby siły Franciszka na wszystkich frontach i doprowadziłoby do jego klęski. Spisek zakończył się niepowodzeniem, Bourbon musiał uciekać z kraju, a jego posiadłości zajął Franciszek I i wcielił do domeny królewskiej; Bourbon został jednym z dowódców wojsk Karola V. Jesienią 1523 r. wojska hiszpańskie przekroczyły Pireneje i zaatakowały Bajonnę, którą jednak Francuzom udało się obronić, zmuszając Hiszpanów do odwrotu. Na północy zaś z Calais ruszyła na Paryż ekspedycja angielska pod dowództwem księcia Suffolk i w listopadzie dotarła do rzeki Oise w punkcie oddalonym niespełna 70 km od francuskiej stolicy. Bez wsparcia ze strony wojsk cesarskich książę Suffolk nie zdecydował się jednak na atak na Paryż i rozpoczął odwrót, docierając do Calais w połowie grudnia. Z kolei Francuzi pod dowództwem Guillaume’a Gouffiera de Bonnivet jesienią 1523 r. raz jeszcze zaatakowali księstwo Mediolanu. Udało im się opanować niektóre twierdze w zachodniej części księstwa, lecz Bonnivet, przeceniając siły wojsk cesarskich, nie zdecydował się na stoczenie z nimi bitwy lub atak na Mediolan, tym samym dając przeciwnikowi czas na sprowadzenie posiłków.
Na początku roku 1524 wojska hiszpańskie, którym towarzyszył sam Karol V, odbiły z rąk francuskich Fuenterrabię, a w kwietniu 1524 r. wojska francuskie we Włoszech zostały rozbite przez wojska cesarskie w bitwie nad rzeką Sesia (w bitwie tej zginął słynny francuski dowódca Pierre du Terrail de Bayard). Francuzi zostali powtórnie wyparci za Alpy, a wojska cesarskie przeszły na tym froncie do kontrofensywy. Karol de Burbon-Montpensier dowodząc silną armią cesarską latem 1524 r. dokonał inwazji na Prowansję, opanowując dużą część prowincji, w tym jej stolicę Aix-en-Provence; jednak nieudane oblężenie Marsylii zmusiło go do wycofania się do Włoch. Wykorzystał to Franciszek I i sam jesienią 1524 r. na czele armii francuskiej powtórnie wkroczył do księstwa Mediolanu, zajął Mediolan i przystąpił do oblężenia Pawii. Jednak 24 lutego 1525 r. Francuzi ponieśli upokarzającą klęskę w bitwie pod Pawią z idącymi na odsiecz miastu wojskami Karola V, a sam Franciszek I wzięty został do niewoli i wkrótce potem osadzony w więzieniu w Madrycie. Uwolniono go dopiero w 1526 r. za cenę podpisania pokoju madryckiego, na mocy którego Franciszek zrzekał się posiadłości włoskich, Burgundii, Tournai i praw do zwierzchnictwa nad Artois i Flandrią, a także zobowiązywał się zwrócić Karolowi de Burbon-Montpensier jego skonfiskowane posiadłości oraz nie popierać Henryka d’Albret, Roberta de la Marck i księcia Geldrii Karola przeciwko Karolowi V; za cenę własnej wolności Franciszek miał też oddać Karolowi V dwóch swoich synów jako zakładników.

## Liga w Cognac i druga wojna z Karolem V (1526–1529)
Król Francji, odzyskawszy wolność, nie miał zamiaru dotrzymywać postanowień pokoju madryckiego, głosząc, że jego podpisanie zostało na nim wymuszone. Na jego korzyść działał fakt, że po zwycięstwie wojsk Karola V pod Pawią nawet sojuszników Karola zaniepokoił nagły wzrost potęgi cesarza. Już w 1526 r. udało się Franciszkowi I zmontować ligę w Cognac, w której skład wchodziła Francja, Wenecja, Państwo Kościelne, Mediolan i Florencja. Jednak wojska Karola V jeszcze w 1526 r. opanowały Lombardię z Mediolanem i pokonały wojska Ligi w bitwie pod Borgoforte, a w 1527 r. zdobyły i złupiły Rzym (tzw. Sacco di Roma), wyłączając z wojny papieża Klemensa VII. W tym samym roku udało się jednak Franciszkowi zawrzeć sojusz z Henrykiem VIII, a wojska francuskie wkroczyły do Lombardii, opanowały jej część (m.in. Pawię) i przywróciły na zajętych przez siebie terenach władzę Franciszka II Sforzy; samo miasto Mediolan pozostało jednak pod kontrolą wojsk Karola V. Nie dokończywszy podboju księstwa Mediolanu, wojska francuskie ruszyły na południe Włoch, ominęły zajęty przez wojska cesarskie Rzym i w 1528 r, współdziałając z flotą genueńską obległy Neapol. Dowódca floty genueńskiej, Andrea Doria, z powodu sporów francusko-genueńskich (m.in. o Savonę), przeszedł jednak wraz ze swą flotą na stronę Karola V i odciął od zaopatrzenia francuskie wojska w Neapolu, co w połączeniu z wybuchem zarazy (w wyniku której zmarł m.in. ich dowódca Odet de Foix de Lautrec) zmusiło je do kapitulacji. W 1529 r. Francuzi zostali pokonani przez wojska Karola V w Lombardii w bitwie pod Landriano. Obie strony konfliktu były już wówczas wyczerpane długotrwałą wojną i borykały się z trudnościami finansowymi, a cesarz Karol V musiał też uporać się z nowym zagrożeniem - na wschodzie Europy po bitwie pod Mohaczem w 1526 r. doszło do wojny między Habsburgami a imperium osmańskim o kontrolę nad Węgrami, a wojska Sulejmana Wspaniałego zagrażały już Wiedniowi. W 1529 r. wojnę między Franciszkiem I a Karolem V zakończył pokój w Cambrai. Jego warunki były łagodniejsze dla Francji w porównaniu z warunkami pokoju madryckiego - Franciszek I musiał zrzec się pretensji do Włoch, Flandrii, Artois i Tournai oraz porzucić wszystkich swoich sojuszników, ale zatrzymywał Burgundię. Nowy pokój anulował też punkty traktatu madryckiego dotyczące posiadłości Karola de Bourbona, który zginął w 1527 r. dowodząc wojskami cesarskimi w Rzymie podczas sacco di Roma, nie zostawiwszy następcy; wreszcie też Karol V przywrócił wolność synom Franciszka I (w zamian za wysoki okup). Pokój przypieczętowało małżeństwo Franciszka I z siostrą Karola V, Eleonorą.

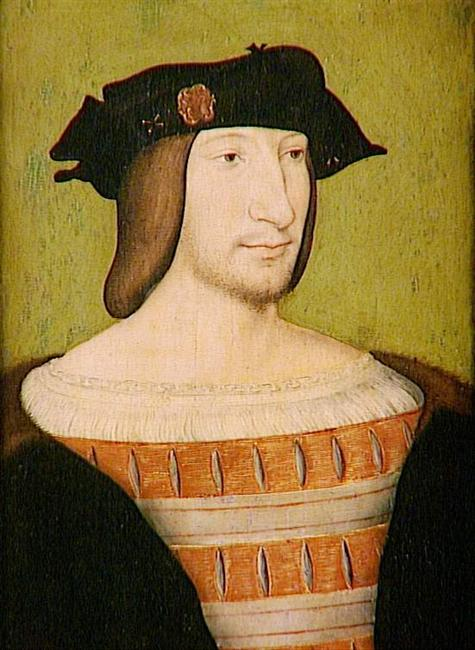
Portret Franciszka I

## Wojna sabaudzka (1536–1538)
W 1535 r. zmarł bezpotomnie książę Mediolanu Franciszek II Sforza; księstwo Mediolanu zostało wówczas zajęte przez Karola V. Sprowokowało to Franciszka I do rozpoczęcia kolejnej wojny z Karolem V; na początku 1536 r. uderzył na sprzymierzone z Karolem Księstwo Sabaudii (obejmujące dzisiejszą Sabaudię i Piemont) i zajął większą jego część (z wyjątkiem kraju Vaud, zajętego przez Szwajcarów, kilku sabaudzkich twierdz nadmorskich i na pograniczu z księstwem Mediolanu). W odpowiedzi Karol V latem 1536 r., omijając francuskie garnizony w Sabaudii, dokonał inwazji na Prowansję. Francuzi tym razem unikali bitwy z wojskami cesarskimi, za to spustoszyli i pozbawili żywności Prowansję, uniemożliwiając armii cesarskiej utrzymanie się tam i zmuszając ją do wycofania się do Włoch. Niepowodzeniem zakończyła się też inwazja na północną Francję innej armii cesarskiej, idącej z Niderlandów w 1536 r. W 1537 r. z kolei Francuzi podjęli nieudaną inwazję na Niderlandy, zaś wojskom Karola V nie udało się wyprzeć Francuzów z zajmowanego przez nich księstwa Sabaudii. Żadna ze stron nie była w stanie osiągnąć przewagi w wojnie, którą ostatecznie zakończył rozejm w Nicei w 1538 r. Rozejm opierał się na zasadzie utrzymania przez obie strony konfliktu okupowanych przez nie terytoriów; Karol V zatrzymywał zatem księstwo Mediolanu i dokonywał wraz z Franciszkiem faktycznego rozbioru Sabaudii. Większa część księstwa (z Turynem i Chambéry) pozostawała pod kontrolą Francji; kilka twierdz (m.in. Nicea, Vercelli, Asti i Cuneo) formalnie pozostało pod panowaniem księcia Sabaudii Karola III, ale faktycznie wszystkie oprócz Nicei były obsadzone przez garnizony Karola V.

## Ostatnia wojna (1542–1546)
Nieudana wyprawa Karola V na Algier w 1541 r. oraz wznowienie walk turecko-habsburskich o Węgry w tym samym roku zachęciły Franciszka I do wypowiedzenia wojny Karolowi V w roku 1542. W tej wojnie z Francuzami ściśle współdziałała Turcja oraz sprzyjający protestantom władca niemiecki Wilhelm Bogaty, władający księstwami Kleve, Jülich, Berg i Geldrii oraz hrabstwem Mark. W roku 1542 Francuzi zaatakowali Niderlandy, gdzie spustoszyli dużą część kraju i zagrozili Antwerpii oraz przejściowo opanowali większość Luksemburga; inwazja zakończyła się jednak ostatecznie niepowodzeniem Francuzów, podobnie jak podjęta przez nich w tym samym roku próba opanowania Roussillon. W 1543 r. flota francuska, wspólnie z flotą turecką, zdobyła i złupiła Niceę, a wojska francuskie powtórnie opanowały Luksemburg i wkroczyły do Hainaut. Cesarz Karol V pokonał księcia Wilhelma, zmuszając go do oddania Geldrii i do wycofania się z wojny, a następnie wkroczył do Hainaut, zmuszając Francuzów do wycofania się. W 1544 r. we Włoszech Francuzi pokonali wojska Karola V w bitwie pod Ceresole, ale nie byli w stanie wykorzystać tego zwycięstwa; panowanie Karola V nad Mediolanem nie było zagrożone. W tym samym roku wojska cesarskie wyparły Francuzów z Luksemburga, a następnie na północną Francję uderzyły wojska Karola V i Henryka VIII; Anglicy opanowali Boulogne, a Karol V Saint-Dizier, Château-Thierry i Épernay. Nie doszło jednak do połączenia się armii angielskich i cesarskich ani do zdecydowanego ataku na Paryż. Wojna ta, ostatnia między Franciszkiem I a Karolem V Habsburgiem, również nie przyniosła decydującego zwycięstwa jednej ze stron konfliktu. Zakończyła się w 1544 r. traktatem pokojowym w Crépy, przyznającym Karolowi V panowanie nad Królestwem Neapolu i Księstwem Mediolanu. Franciszkowi I udało się natomiast utrzymać swoje zdobycze w Sabaudii z wojny z lat 1536–1538; Francuzi zostali zmuszeni do wycofania się z Sabaudii dopiero po śmierci Franciszka, w 1559 r., na mocy pokoju w Cateau-Cambrésis (choć twierdzę Pinerolo w Sabaudii udało się Francuzom utrzymać jeszcze do 1574). Kolejną wojnę Francji z Karolem V miał rozpocząć dopiero syn i następca Franciszka I, Henryk II.
Pokój z Crépy nie objął Henryka VIII angielskiego, toteż Franciszek mógł teraz rzucić wszystkie swe siły przeciwko Anglii. Podjęta latem 1545 r. próba inwazji na Anglię nie zakończyła się jednak sukcesem wojsk Franciszka. Francuzom udało się wysadzić desanty na wyspie Wight i w Susseksie, ale nie udało im się z tych przyczółków rozpocząć ofensywy w głąb Anglii i szybko zostali zmuszeni do powrotu na statki. Ostatecznie, po nierozstrzygniętej bitwie morskiej w cieśninie Solent, wojska i flota Franciszka I wróciły do Francji. Niepowodzeniem zakończyły się też francuskie próby odzyskania Boulogne. Kończący wojnę traktat z Ardres z 1546 r. zostawiał Boulogne w rękach Anglików i nakładał na Francję obowiązek zapłaty wysokiego odszkodowania pieniężnego w ciągu 8 lat od podpisania traktatu; po zapłaceniu całej sumy, Boulogne miało wrócić do Francji. (Francuzi odzyskali je po śmierci Franciszka I, w wyniku krótkiej wojny z Anglią w latach 1549–1550). Franciszek zobowiązywał się również nie wspierać Szkocji w toczonej przez nią wojnie z Anglią.

## Polityka wewnętrzna
Mimo prowadzenia kosztownych wojen Francja rozwijała się pomyślnie gospodarczo. Licząc 15–18 milionów mieszkańców, była najludniejszym państwem w Europie. Franciszek I wprowadził podział kraju na 16 prowincji i usprawnił finanse państwowe. Dbając o splendor władzy, zbudował szereg wspaniałych zamków nad Loarą, rozbudował Luwr, finansował biblioteki, wprowadził język francuski w miejsce łaciny do dokumentów urzędowych.
W latach dwudziestych XVI w. zaczął się we Francji rozwijać ruch protestancki, znany pod nazwą hugenotów, jako odmiana niemieckiego ewangelicyzmu. Król Franciszek I początkowo przychylny nowinkom religijnym, uległ naciskom kół katolickich i parlamentu paryskiego, które domagały się bezwzględnego zwalczania wszelkich ruchów heretyckich. Za jego przyzwoleniem w 1535 r. spalono na stosie w Paryżu sześciu zwolenników luteranizmu, a w 1545 r. na południu Francji dokonano rzezi kilku tysięcy rodzin waldensów, stanowiących grupę religijną, powstałą jeszcze w drugiej połowie XII w., a nawiązującą do prostoty pierwotnych chrześcijan.
Po śmierci Franciszka I królem Francji został młodszy syn jego i Klaudii, Henryk II Walezjusz.